# Léon Homo
Pour les articles homonymes, voir Homo.
Léon Pol Homo, né à Épernay le 16 décembre 1872 et mort à Paris le 16 août 1957, est un enseignant et un historien français, spécialiste d'histoire romaine.

## Biographie
Entré à l'École normale supérieure en 1894, agrégé en 1897, il passe sa thèse de doctorat en 1904. Sa thèse principale basée sur une analyse de l'Histoire Auguste porta sur l'empereur Aurélien, et le livre qu'il en tira en 1904 constitue aujourd'hui encore une référence. Sa thèse secondaire porta sur Claude le Gothique, prédécesseur d'Aurélien.
Membre de l'École française de Rome de 1897 à 1900, il effectue en 1900 des fouilles archéologiques sur le site de Dougga (Tunisie). Il fut de 1904 à 1940 professeur d'histoire ancienne à la Faculté de Lettres de Lyon. Prenant sa retraite en 1940, il s'établit à Paris, où il poursuit ses publications historiques.

## Œuvres
Léon Homo publia à partir de 1928 un certain nombre d'ouvrages de vulgarisation pour un public cultivé traitant l'histoire romaine dans son ensemble, et des rapports entre l'Empire et le christianisme.
Il s'opposa vigoureusement en 1926 à la thèse d'Hermann Dessau sur l'unicité de l'auteur de l'Histoire Auguste, défendant la vue traditionnelle de six auteurs et leur valeur historique. La recherche historique ultérieure lui donna tort.  

## Publications
- Essai sur le règne d’Aurélien (270-275), Paris, 1904 (thèse de doctorat).

- Prix Saintour 1907 de l'Académie des inscriptions et belles-lettres
- Problèmes sociaux de jadis à présent, Paris, Flammarion, Bibliothèque de philosophie scientifique, 1922.
- L'Italie primitive et les débuts de l'impérialisme romain, Paris, Renaissance du livre, 1925.
- L'Empire Romain : le gouvernement du monde, la défense du monde, l'exploitation du monde, Paris, Payot, 1925.

Notes de lecture de Paul Graindor, Revue belge de philologie et d'histoire, 1926, vol. 5, n° 4, p. 1068-1074, 
- « Les documents de l'Histoire Auguste et leur valeur historique », Revue historique, 1926, 151 (2), p. 162-198 et 152 (1), p. 1-31.
- Les institutions politiques romaines, de la cité à l'Etat, Paris, Renaissance du livre, 1927.
- La civilisation romaine, Paris, Payot, 1930.
- Les empereurs romains et le christianisme, Paris, Payot, 1931.
- Le Haut Empire, Paris, PUF, Histoire générale sous la direction de Gustave Glotz, 1933.
- Rome médiévale, 476-1420 : histoire, civilisation, vestiges, Paris, Payot, 1934.
- Auguste, Paris, Payot, 1935.

Notes de lecture de Paul Graindor, Revue belge de philologie et d'histoire, 1936, vol. 15, n° 1, pp. 177-178 
- Sylla, Paris, Desclée de Brouwer, 1936.
- Nouvelle histoire romaine, Paris, Fayard, 1941.
- Le Siècle d'or de l'Empire romain, Paris, Fayard, 1947.
- Vespasien, l'empereur du bon sens (69-79), Paris, Albin Michel, 1949.

Notes de lecture de André Charles André, L'antiquité classique, Tome 19, fasc. 2, 1950. pp. 507-509 .
- De la Rome païenne à la Rome chrétienne, 1950.
- Alexandre le Grand, Paris, Fayard, 1951.
- Rome impériale et l'urbanisme dans l'Antiquité, Paris, Albin Michel (coll. L'évolution de l'Humanité), 1re éd., 1951, 2e éd., 1971.

Notes de lecture de Laet Sigfried, L'Antiquité classique, Tome 21, fasc. 2, 1952. pp. 547-548 